# Bouygues Telecom

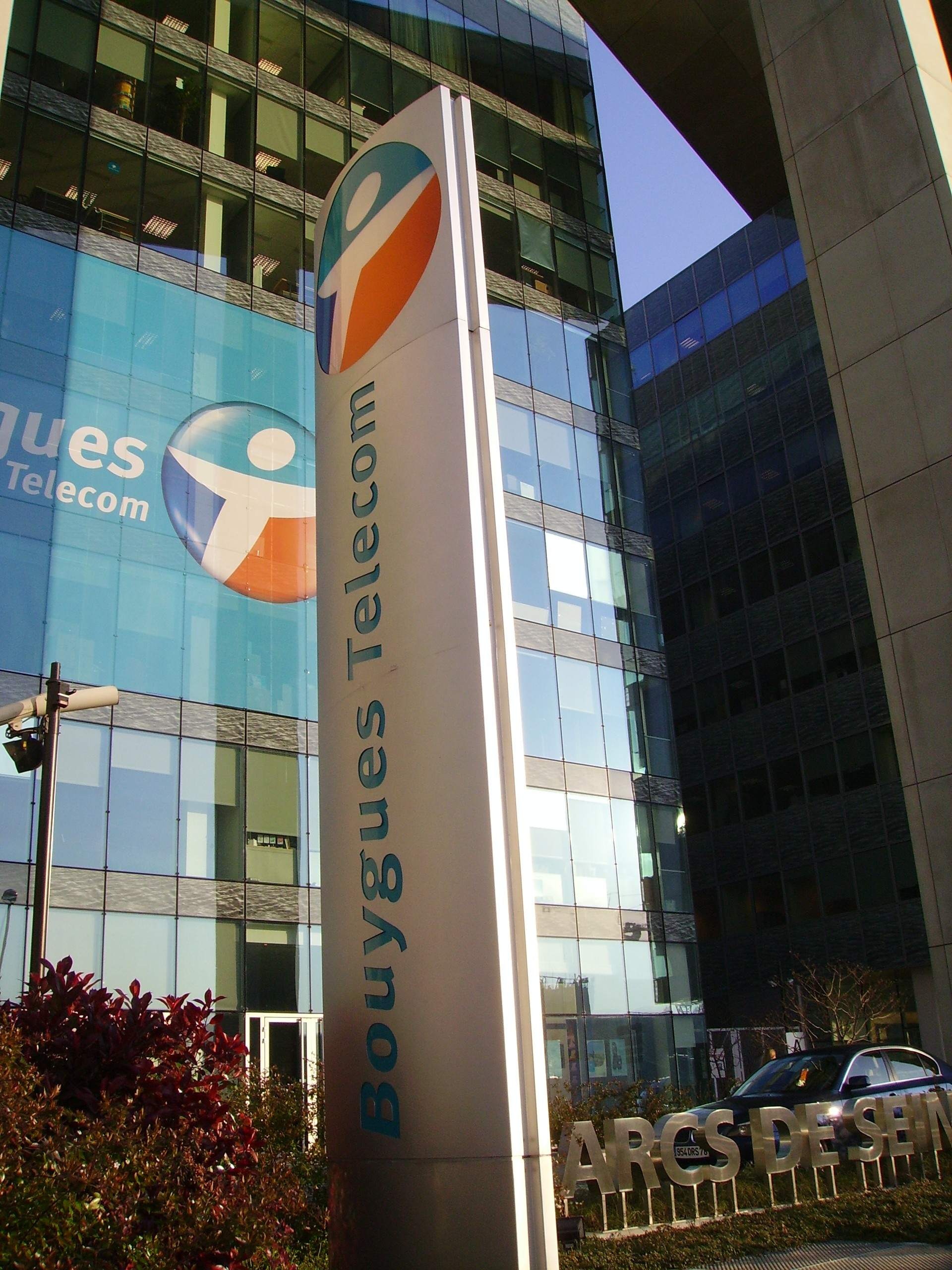
Bouygues Telecom in Boulogne-Billancourt

Bouygues Telecom S.A. [ˌbujɡ teleˈkɔm] mit Sitz in Paris ist der drittgrößte Mobilfunkanbieter in Frankreich nach Orange und SFR sowie vor Iliad.

## Hintergrund
Bouygues Telecom erhielt 1994 die dritte Mobiltelefonielizenz in Frankreich und begann den Betrieb seines Netzes im Jahr 1996. Im Jahr 2020 hatte das Unternehmen 18,8 Millionen Kunden für sein Mobilfunkangebot und 4,2 Millionen Kunden für sein Breitbandangebot.
Das Unternehmen gehört mit einem Aktienanteil von 90,53 Prozent zum französischen Mischkonzern Bouygues, 9,47 Prozent der Anteile liegen bei JCDecaux.